# Child Ballads
Child Ballads er 305 traditionelle ballader fra England og Skotland og deres amerikanske varianter, der blev indsamlet og katalogiseret af Francis James Child i anden halvdel af 1800-tallet. Deres tekster og Childs studie af dem blev udgivet i værket The English and Scottish Popular Ballads. Melodierne til de fleste af balladerne blev indsamlet og udgivet af Bertrand Harris Bronson i og omkring 1960'erne.